# Høgste Breakulen
Høgste Breakulen er det højeste punkt på Jostedalsbræen i Vestland fylke i Norge. Højden er målt til 1.957 meter over havet. Men efter afsmeltning er en lille  nunatak på 1.952 moh. kommet frem lige ved. Denne kan komme til at overtage som det højeste punkt. Stedet markerer grænsen mellem kommunerne Luster og Stryn.

## kilder og henvisninger
1. 1 2 3  "Norgeskart". Kartverket. Hentet 2016-01-06.

- Høgste Breakulen på Norwegian Mountains, westcoastpeaks.com